# Азас (приток Тельбеса)
Азас (Анзай) — река в России, протекает по Таштагольскому району Кемеровской области. Устье реки находится в 48 км по левому берегу реки Тельбес. Длина реки составляет 14 км.

## Данные водного реестра
По данным государственного водного реестра России относится к Верхнеобскому бассейновому округу, водохозяйственный участок реки — Кондома, речной подбассейн реки — Томь. Речной бассейн реки — (Верхняя) Обь до впадения Иртыша.